# Facultad de Ciencias Económicas (Universidad de Buenos Aires)
La Facultad de Ciencias Económicas (FCE) forma parte de la Universidad de Buenos Aires. Tiene su sede principal en la Av. Córdoba al 2122 frente a la Plaza Houssay, en el límite entre Balvanera (donde se encuentra el edificio) y el barrio de Recoleta (donde se encuentra la plaza).

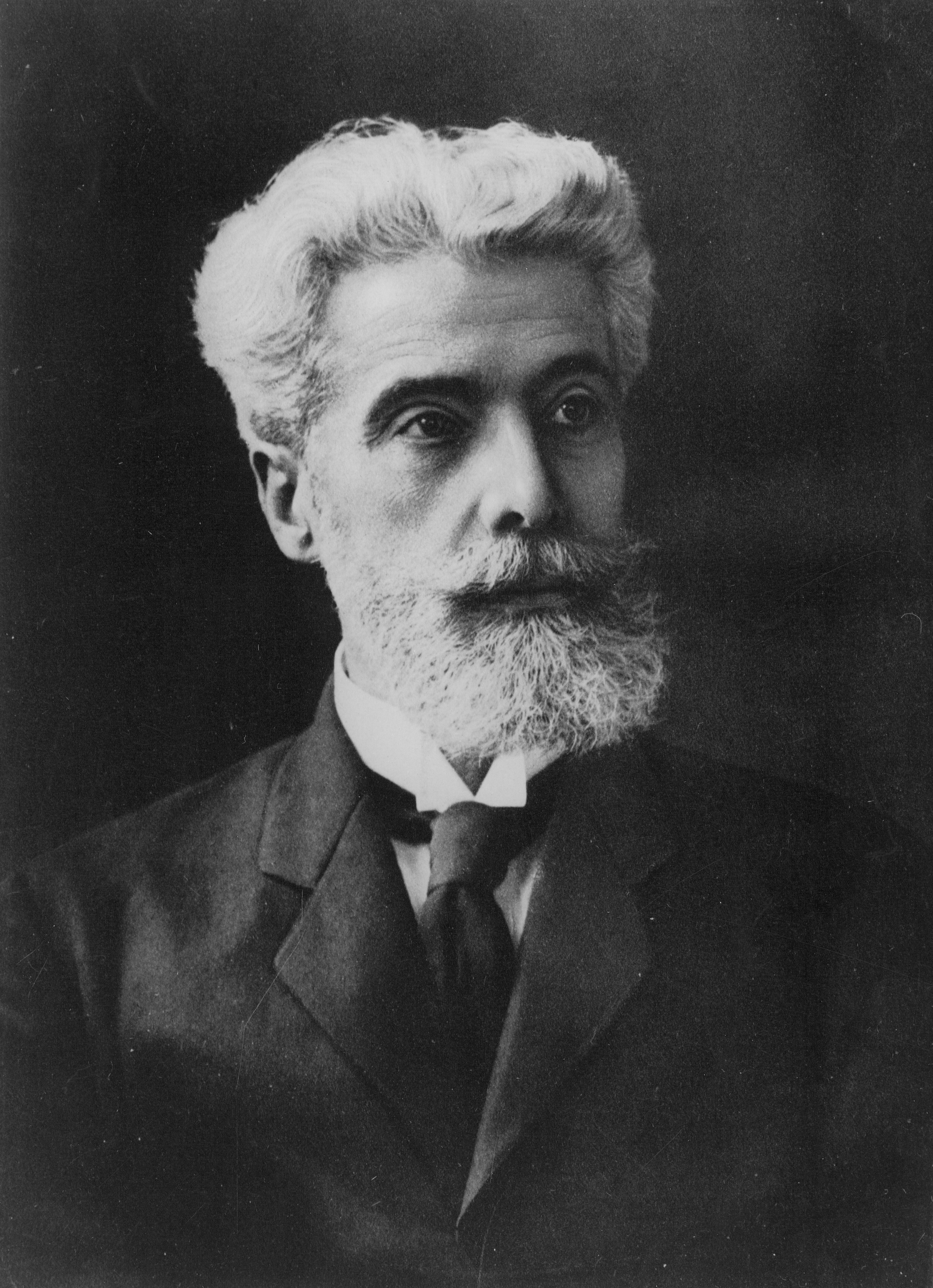
David de Tezanos Pinto, primer decano de la Facultad de Ciencias Económicas.

Fue fundada en 1913 por la Ley Nacional 9524, promulgada el 9 de octubre.Comenzó a funcionar el 1 de marzo de 1914, siendo nombrado como primer decano el Dr. David de Tezanos Pinto. Es la más poblada de las trece facultades de la UBA. Aquí se dictan las carreras de Contador Público, Licenciatura en Economía, Licenciatura en Administración, Licenciatura en Sistemas de Información de las Organizaciones y Actuario.
El decano es Ricardo Pahlen Acuña, electo por el periodo 2018-2022. El claustro de cuatro alumnos está representando por Nuevo Espacio.

## Carreras
- Contador Público.
- Licenciatura en Economía.
- Licenciatura en Administración.
- Licenciatura en Sistemas de información de las Organizaciones.
- Actuario.

## Situación docente
En la Facultad enseñan alrededor de 6000 docentes, de los cuales dos mil perciben un salario, dos mil trabajan en forma ad honorem y otros dos mil no cuentan con reconocimiento institucional. 

## Recursos propios
Bajo la gestión del rector Barbieri, la FCE se insertó en la política de los recursos propios, es decir, financiamiento a partir de actividades comerciales privadas. De este modo, mediante cursos arancelados, posgrados pagos, asistencia técnica y contratos de pasantías a los estudiantes la Facultad fue la que más recursos privados consiguió en toda la UBA ($ 300 millones en 2012).

## Edificios
Al momento de su creación, en 1913, la Facultad de Ciencias Económicas funcionaba en el tercer piso del edificio del Colegio Carlos Pellegrini, inaugurado en 1909, que se encuentra en la calle Marcelo T. de Alvear 1851, y rápidamente resultó insuficiente.

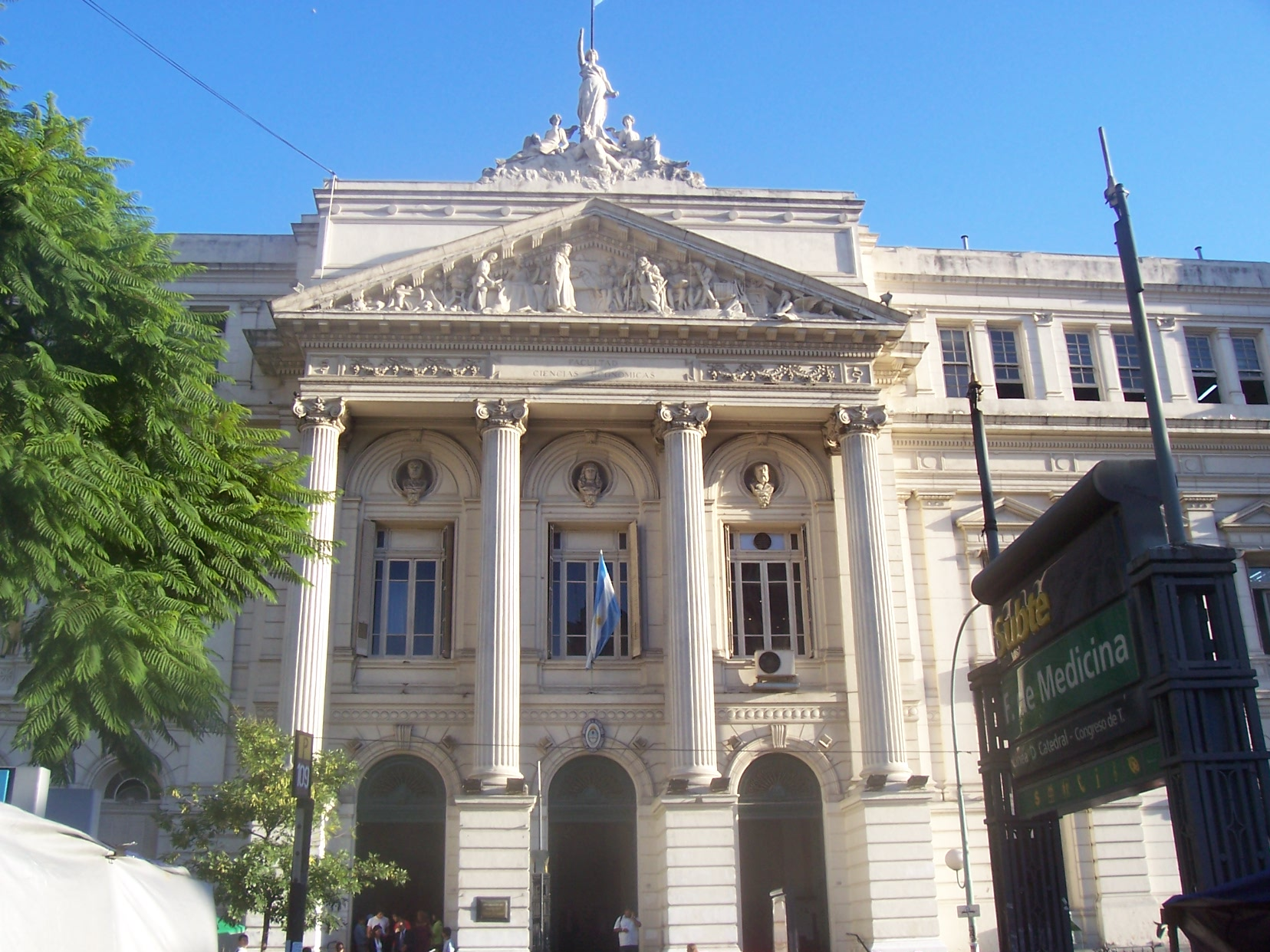
. Entrada de Facultad de Ciencias Económicas (UBA) en Av. Córdoba 2122

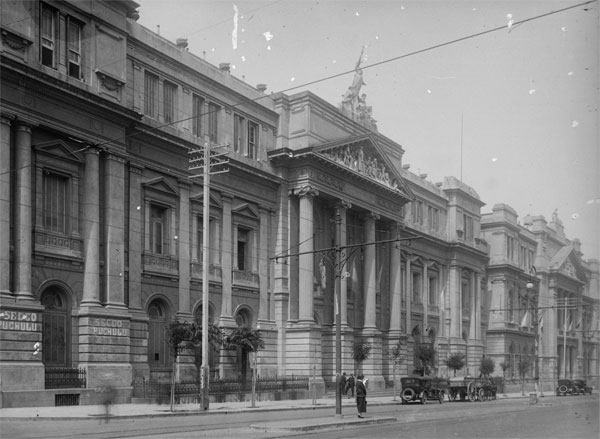
Año 1923. Primer plano: el actual edificio de Cs. Económicas. Al fondo: el edificio demolido (el lugar que ocupa corresponde al nuevo anexo).

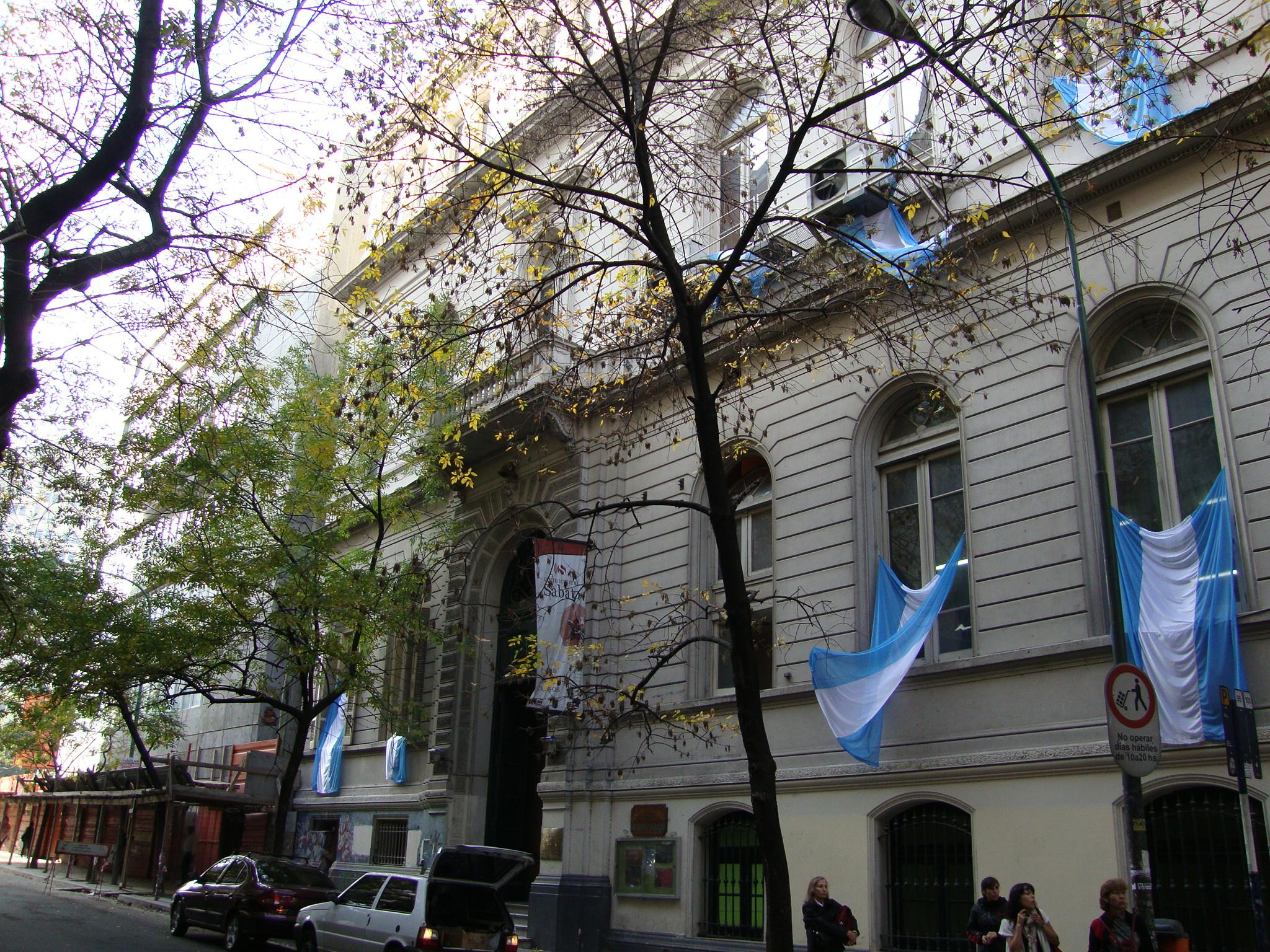
El Centro Cultural Sábato.

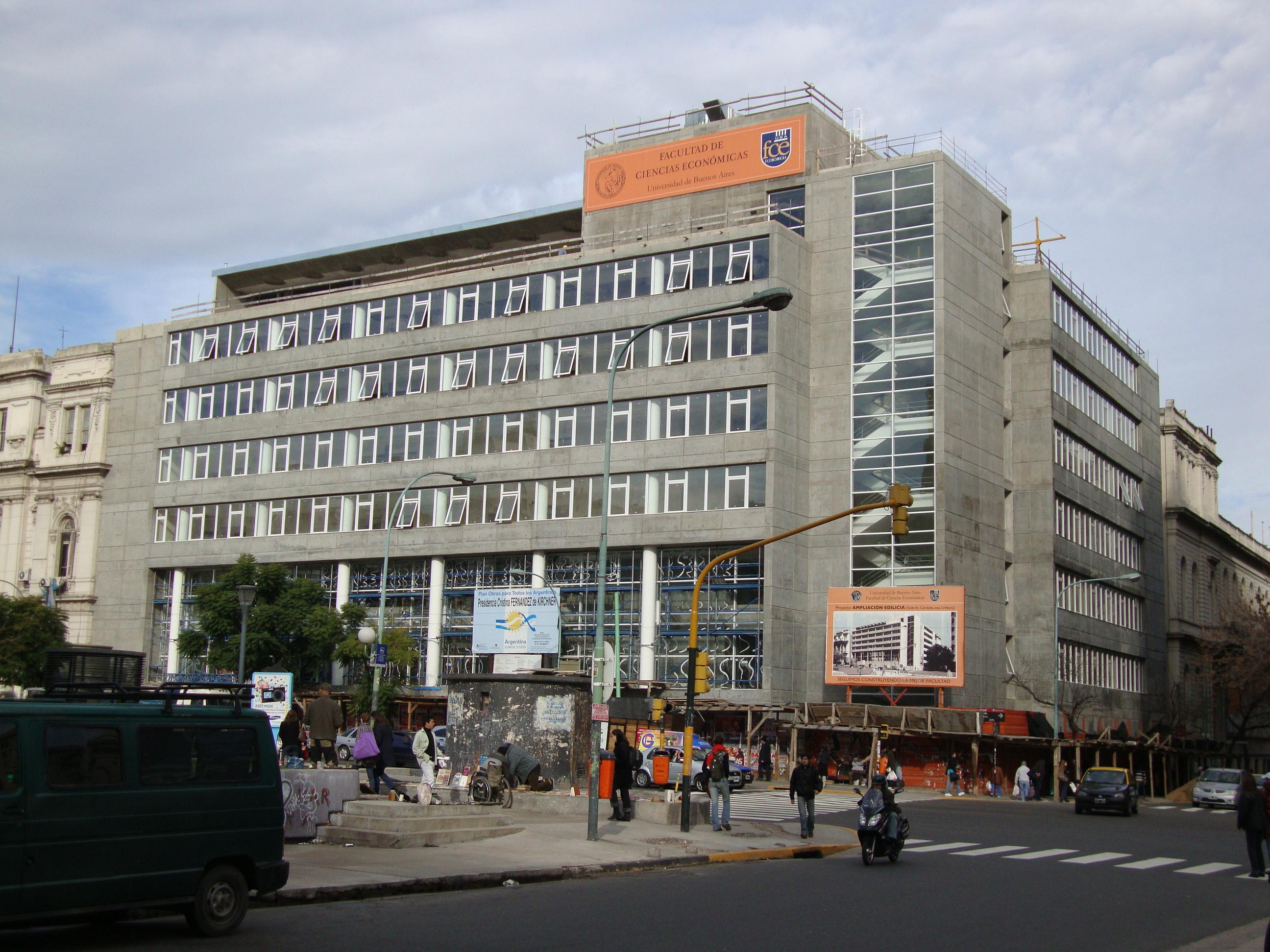
Construcción del edificio anexo, inaugurado en marzo de 2011.

Por otro lado, el edificio al cual se trasladaría la Facultad de Ciencias Económicas había sido inaugurado el 5 de julio de 1908, como Escuela Práctica de Medicina y Morgue Judicial (creada el 27 de marzo de ese mismo año). Había sido proyectado por el arquitecto Gino Aloisi y construido por Pablo Besana. En el lote contiguo, hacia la derecha, se encontraba un edificio más antiguo (proyectado por Francisco Tamburini en 1885) que también pertenecía a la Escuela de Ciencias Médicas, y ambos formaban un conjunto con fachadas muy similares y casi simétricas.
Rápidamente, ambos resultaron insuficientes para la currícula de Medicina, y ya en 1909 se agregó el tercer piso. En 1937 comenzó la construcción de una nueva sede para esa Facultad. El gran edificio art decó de Medicina se terminó a mediados de la década de 1940, y está enfrentado a su antigua sede, al otro extremo de la Plaza Houssay.
Con el traslado de la Facultad de Medicina a su nuevo edificio, la Universidad de Buenos Aires decidió transferir el antiguo a la Facultad de Ciencias Económicas, hecho que se concretó en enero de 1945. De todas formas, la Morgue Judicial se mantuvo en su lugar, y sigue allí en la actualidad, con entrada propia por Junín 760. El gemelo diseñado por Tamburini había sido demolido unos años antes, y durante décadas hubo allí un estacionamiento a cielo abierto.
En la esquina de Viamonte y Uriburu, otro edificio fue demolido y allí funciona un estacionamiento. En 1960, cuando la Universidad de Buenos Aires proyectó la Ciudad Universitaria en la Costanera Norte, se pensó en trasladar allí a la Facultad de Económicas, pero luego de quince años de construcción, el plan quedó inconcluso y sólo dos facultades se instalaron en el nuevo campus. Con el aumento de la currícula de Ciencias Económicas a lo largo de las siguientes décadas, se comenzó a pensar en edificio anexo, ocupando el estacionamiento donde se había demolido la Escuela de Medicina.

### Edificio Anexo
Finalmente, en 2008 la empresa Cavcon S.A. comenzó la construcción del anexo, inaugurado el 9 de marzo de 2011 por la presidenta Cristina Fernández de Kirchner. El proyecto original fue obra de los arquitectos Diéguez-Fridman, que habían ganado el concurso de anteproyectos en 2004. Durante la obra, el diseño original fue modificado para obtener mayor capacidad agregándole más pisos, perdiendo entre otros elementos la conexión visual que los arquitectos querían lograr entre el patio interno de la facultad y la plaza Houssay, elevando el edificio sobre columnas. Para los estudios preliminares y etapa de documentación licitatoria, la UBA recibió en 2002 una donación de US$ 1.3 millones, por parte de Daniel Nycz, un antiguo graduado de la facultad.
Con el acceso principal por la Avenida Córdoba y uno lateral sobre la calle Uriburu, el anexo de Económicas se integra con los edificios antiguos mediante su patio central, alrededor del cual se articulan dos tiras de aulas distribuidas en L, una sobre Córdoba y otra sobre Uriburu. Sobre esta última calle hay otra tira de aulas que miran al exterior, y se encuentra la escalera principal y el núcleo de ascensores. En total, el edificio tiene planta baja y seis pisos, incluyendo un salón de usos múltiples en el primer nivel, que suman 8200 m² de superficie cubierta.

### Uriburu 763

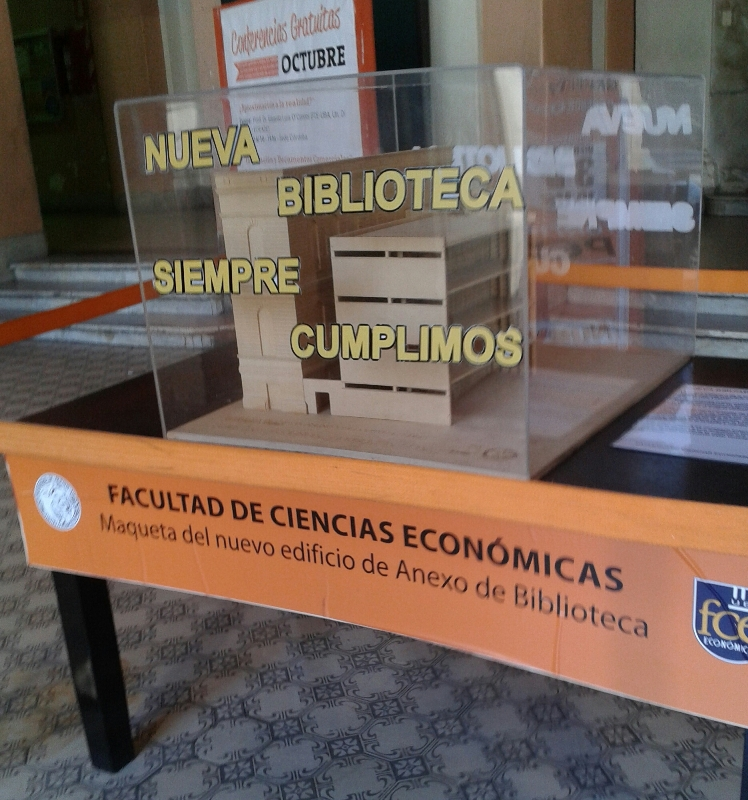
Maqueta de la futura biblioteca de la Facultad de Ciencias Económicas UBA, esquina de Uriburu y Viamonte

Un tercer edificio conforma el conjunto de la Facultad de Ciencias Económicas. Originalmente fue la Biblioteca de la Facultad de Medicina; posteriormente aloja al Centro Cultural Sábato y al Museo de la Deuda Externa, que tiene entrada por Presidente José E. Uriburu 763. Los bancos en este edificio siguen siendo los usados por los estudiantes de medicina. [cita requerida]

## Plan Fénix
En el mes de diciembre de 2001 la Universidad de Buenos Aires resolvió aprobar el proyecto estratégico “Hacia el Plan Fénix, diagnóstico y propuestas. Una estrategia de reconstrucción de la economía argentina para el crecimiento con equidad” mediante resolución N° 6846 de su consejo superior y designar como director del proyecto a Abraham Leonardo Gak.
El Grupo Fénix se constituyó con un conjunto de economistas que, desde fines de 2000, consideró necesario discutir, en el ámbito de la Facultad de Ciencias Económicas de la UBA, los problemas estructurales de la economía argentina, desde la formulación activa de propuestas.
El grupo está integrado actualmente por: Ricardo Aronskind, Eduardo Basualdo, Luis Beccaria, Aldo Ferrer, Abraham Leonardo Gak, Mercedes Marcó del Pont, Arturo O’Connell, Oscar Oszlak, Daniel Pérez Enrri, Mario Rapoport, José Sbattella, Jorge Schvarzer y Alejandro Vanoli.
De neto corte desarrollista, cepaliano y keynesiano; la designación de Mercedes Marcó del Pont al frente del Banco Central de la República Argentina por parte de Cristina Fernández de Kirchner, sumada a la de Aldo Ferrer en el directorio de Siderar, demuestran la incidencia del grupo en las políticas económicas.

## Transporte
En la puerta principal de la sede de Av. Córdoba 2122 se encuentra una salida de la estación Facultad de Medicina de la Línea D del subterráneo. A tres cuadras, sobre Av. Corrientes y Pasteur se encuentra la estación Pasteur de la Línea B. Y a fines de 2015, fue inaugurada a cuatro cuadras (Av. Córdoba y Av. Pueyrredón) la estación Córdoba de la Línea H.
Además la sede "Córdoba" cuenta con una gran cantidad de líneas de colectivos que recorren la zona: 12 24 26 29 37 41 50 60 61 62 64 68 75 95 99 101 106 109 111 115 118 124 132 140 146 150 180 188 194